# Горный туризм

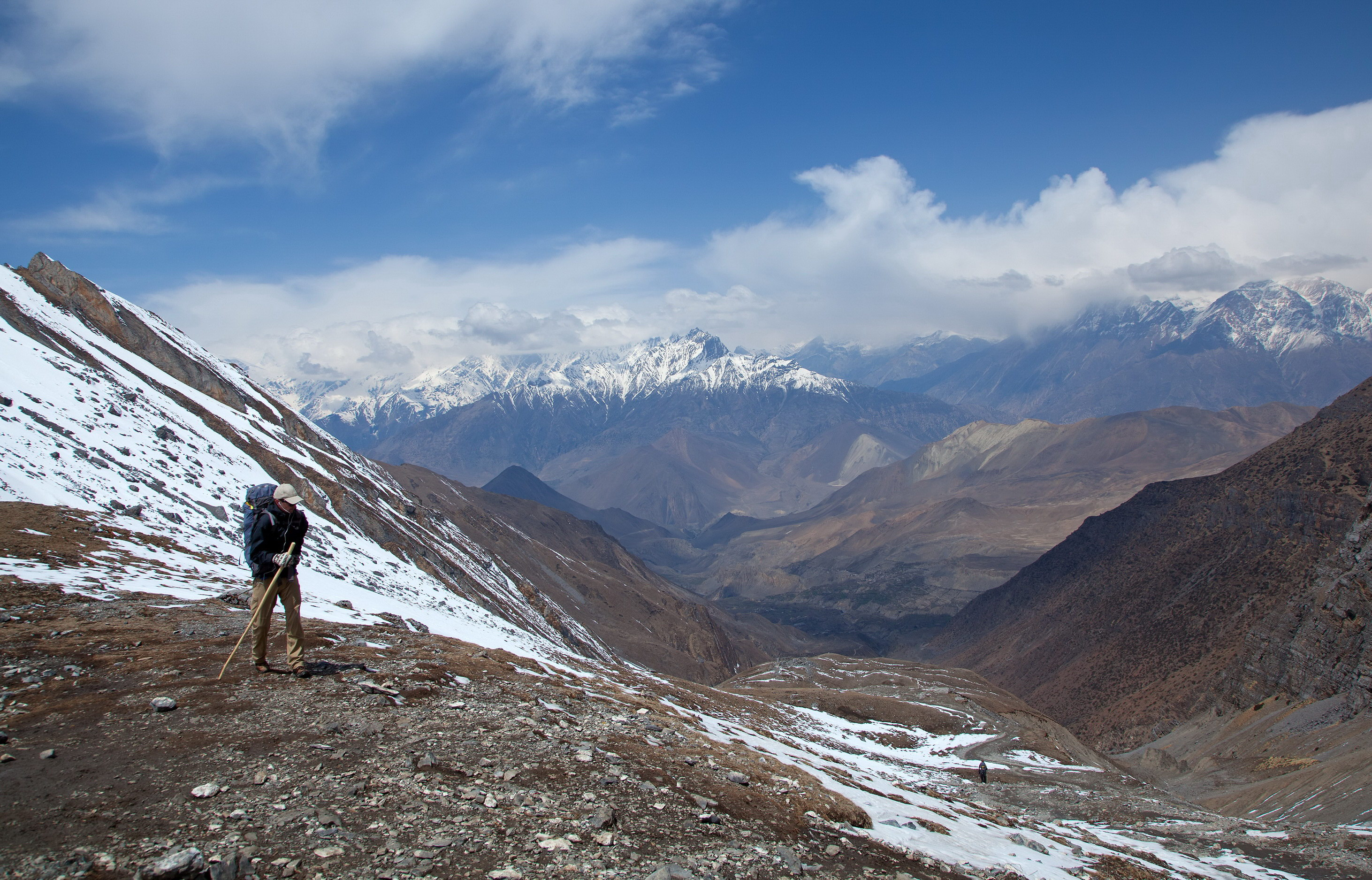
Горный турист на перевале Торонг-Ла (5416 м) в Непале

Го́рный тури́зм — вид спорта и активного отдыха, суть которого заключается в прохождении, как правило, линейного или комбинированного маршрута по горному рельефу. Один из видов спортивного туризма.
Включён во Всероссийский реестр видов спорта под номером 084 003 1 8 1 1 Я. Сложность горных туристских маршрутов (по российской классификации) определяется набором формализованных требований, основными из которых являются протяжённость маршрута, время на его преодоление, число и категория сложности локальных препятствий (ЛП), пройденных в ходе него.
Соревнования в горном туризме (техника горного туризма или туристское многоборье) проводятся в двух дисциплинах: «дистанция» — формализованным состязаниям на (обычно) естественном рельефе, предполагающим прохождение групп спортсменов в определённом составе на скорость и соответствие требований безопасности заранее определённого набора препятствий, и «маршрут» — определения среди заявленных на участие в чемпионате сильнейших спортивных групп в определённом классе.
До конца XIX-го века этот вид активного отдыха в России не был развит, и считался экзотикой — уделом единичных финансово состоятельных представителей дворянства, купечества и пр. После революции 1917 года он стал культивироваться на государственном уровне (при этом понятия альпинизм и горный туризм отождествлялись), благодаря чему в достаточно короткие сроки стал массовым явлением. Разделение альпинизма и горного туризма произошло в СССР в 1930-е годы по сугубо формальным признакам, и это, по мнению специалистов, привело к негативным последствиям для развития этих видов спорта и появлению «дикого туризма», — сведения о прохождении «дикими туристами» тех или иных маршрутов, включая восхождения, не попадали в официальные источники. Только с 1989 года горным туристам стало разрешено включать в свои нитки маршрутов альпинистские восхождения.
Как вид спорта распространён исключительно в России и ряде стран СНГ.

## Краткая история
Туризм как форма активного отдыха и спорта в дореволюционной России не культивировался и считался уделом узкого круга состоятельных представителей дворянства, купечества и прочих сословий. Первые организации любителей такого формата активного отдыха в Российской империи стали появляться лишь в конце XIX-го века, и число их членов было невелико. В 1901 году, наряду с образованием Русского горного общества, было образовано Российское общество туристов, ставшее крупнейшим туристским объединением в стране, число членов которого к 1914 году составляло около пяти тысяч человек.
В 1923 году в СССР был создан Высший Совет физкультуры на правах постоянной комиссии при ВЦИК, главной задачей которого являлась популяризация развития физкультуры и спорта в стране как «неотъемлемая часть общеполитического, культурного воспитания и образования, обновления масс». В 1926 году при Центральном комитете ВЛКСМ было образовано бюро туризма, одним из результатов работы которого стало создание в ВУЗах, на предприятиях и в учреждениях СССР спортивных, в том числе горных секций, которые в 1929 году объединила Центральная горная секция (ЦГС) при Центральном совете общества пролетарского туризма, через год преобразованного в Общество пролетарского туризма и экскурсий (ОПТЭ, рук. Н. В. Крыленко), куда входило уже почти 800 тыс. членов, а ещё позже (1936) в туристско-экскурсионное управление (ТЭУ) ВЦСПС.
Реорганизация 1936 года ОПТЭ, приведшая к созданию двух организаций — Всесоюзного совета физической культуры при ЦИК СССР и Туристско-экскурсионного управления (ТЭУ) ВЦСПС (фактически ставшим правопреемником ОПТЭ) привела к разделению по формальным признакам альпинизма и горного туризма («горникам» формально стало запрещено проходить классифицированные маршруты на горные вершины), и это, по мнению специалистов, нанесло непоправимый ущерб для обоих видов спорта, по сути представляющих единое целое. Этот формальный запрет был снят только в 1989 году совместным решением Федерации альпинизма и скалолазания СССР (ФАиС СССР) и Управлением альпинизма Всесоюзного совета добровольных спортивных обществ (ВС ДСО) профсоюзов.

## Специфика

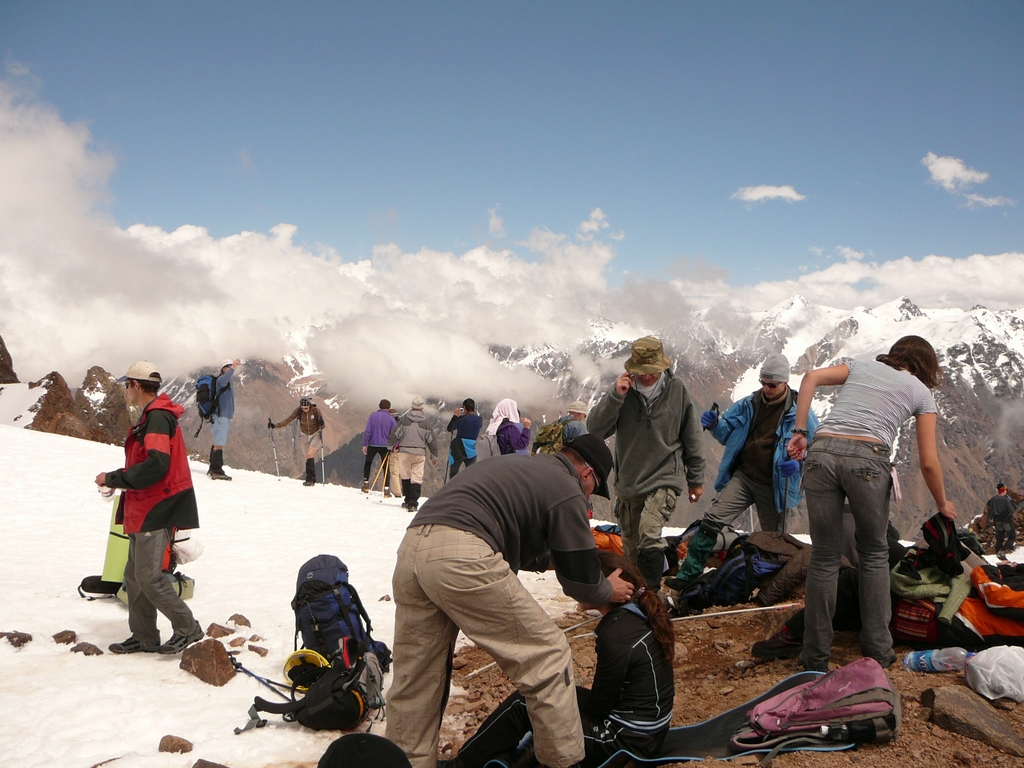
Горные туристы на перевале Карлытау (3800 м) в Заилийском Алатау, (Казахстан)

Арсенал используемого в горном туризме снаряжения, а также техника и тактика преодоления локальных препятствий в целом схожи с используемыми в альпинизме. Основным же отличием горного туризма от других видов (пешеходного, в частности, и альпинизма в нюансах), по мнению МСМК А. Джулия, является продолжительное пребывание на значительных высотах (выше 3000 метров над у. м.).
В отличие от альпинизма, ключевыми локальными препятствиями, пройденными в ходе горного похода, являются перевалы, сложность которых оценивается по шестиуровневой шкале (от 1A до 3Б), и является довольно специфичной, но при этом, частично схожей с аналогичной в альпинизме. В походах высшего класса различия с альпинизмом ещё более расплывчаты: так, например, горный поход того же А. Джулия, пройденный в 2000 году по Фанским горам, занял второе место в чемпионате СНГ по альпинизму в скальном классе.

## Классификация сложности горных походов
Сложность (трудность) горных маршрутов определена «Единой всероссийской спортивной классификацией туристских маршрутов (ЕВСКТМ)» и выделяет 6 категорий. Согласно ей, сложность горного похода определяется исходя из его продолжительности и протяжённости (от 6 дней/100 км), а также числа пройденных категорированных локальных препятствий (обычно перевалов) (для походов 1 кс не менее 2-х 1А, для 6-й — не менее пяти, из которых как минимум один, не считая прочих, должен соответствовать категории 3Б* (запредельно сложной)). Ограничения на километраж маршрута и набор ЛП могут меняться по решению Туристско-спортивного союза России. В горные маршруты могут также включаться восхождения на вершины и траверсы горных хребтов, если их сложность не превышает заявленную категорию похода. Их категория сложности, также как и впервые пройденных ЛП (перевалов/вершин) оценивается/определяется отдельно маршрутно-квалификационными комиссиями (МКК) по определённым методикам.
Классы горных походов формально не определены, но неформально специалисты выделяют следующие: «начальный» — это походы 1 — 6 кс в «малых горах» (Кавказ, Памиро-Алай, Алтай и пр.), пройденные с классическим (эталонным) набором локальных препятствий, определённых «Классификацией….», «средний» — походы 5 — 6 категории сложности, но уже совершённые в высокогорье или же в «малых горах», но с элементами «новизны» (первопрохождениями ЛП), «старший» — походы 5 — 6 кс, в ходе которых значительно превышен «эталонный» минимум ЛП и при этом первопрохождения составляют бо́льшую часть из них, и, наконец, «высший класс» — походы 6-й категории сложности «вслепую» — с подавляющим количеством первопрохождений, восхождений, траверсов и пр. категории 3Б*. Примером последнего может служить поход А. Лебедева (МАИ) по Китаю (в районе Конгура), совершённый в 2000 году, и в ходе которого были пройдены за 29 дней 248 км, семь перевалов, шесть из которых впервые, первый траверс пика Кызылсель (6525 м), восхождение на вершину Яманджар (7229 м).